# 松鶴家千代若・千代菊
松鶴家千代若・千代菊（しょかくや ちよわか・ちよきく）は、昭和初期〜平成期に活躍した夫婦漫才コンビ。生前は落語芸術協会所属。出囃子は「菖蒲浴衣」。

## メンバー
- 松鶴家千代若（1908年10月25日[1] - 2000年6月15日[1]、栃木県大田原[2]出身、本名：安藤定夫[1]）
- 松鶴家千代菊（1915年1月19日[1] - 1996年4月29日[1]、東京都浅草[2]出身、本名：安藤ふゆ[1]）

## 経歴
『松鶴家』（しょかくや）は上方歌舞伎の『松鶴屋』（しょうかくや）に由来する屋号で、千代若の師匠は初代松鶴家千代八（桜川末子と組んだ千代八は、初代の妻で二代目）。
1922年に千代若が大阪に修行に出て、翌年初代千代八に弟子入りし、松鶴家千代一を名乗る。一方千代菊は幼くして1924年に川畑勝子の一座で市川豆子の名で日本舞踊で子役で初舞台。巡業中の1929年、安来節一座にいた千代菊と知り合い、1931年に結婚。1933年に夫婦漫才コンビを結成。この頃に千代若と改名する。
松鶴家団之助が戦後間もなく西成山王（通称芸人横丁、てんのじ村）で開いた『団之助芸能社』（芸能マネジメント事務所）に所属し、1939年に上京して浅草を本拠地にした。上方でも人気を保ち、千日劇場に多く出演した。高座のみならずラジオやテレビでも永年活躍。千代若の栃木弁のゆったりとした語りが特徴で、「早くやってよぉ〜！もう帰ろうよ」というセリフは一世を風靡した。
1967年「三河萬歳」で芸術祭奨励賞を受賞。1975年、紫綬褒章受章。1983年、勲四等瑞宝章受章。1996年に千代菊が死去。その後も、千代若は次女の三代目千代菊と組んで高座を勤め、その娘に先立たれた後も、100歳現役を目指してピンで最後まで舞台に立ち続けた。
2000年6月15日、千代若が肺炎による呼吸不全のため、東京都荒川区の病院で死去、91歳没。2008年10月29日、東京漫才を顕彰する「東京漫才の殿堂」への殿堂入りが漫才協会によって発表された。
長女は東和子・西〆子の西〆子で、千代若は娘ふたりに先立たれている。
面倒見の良さで芸人仲間からも畏敬を集め、漫才協会（当時は漫才協団）の相談役を務めたほか、松鶴家千とせ、東京二・京太、ツービートなど、多くの弟子を育てた。1992年にビートたけしをはじめとした弟子たちがダイヤモンド婚式を行うほど、弟子からの信望が厚かった。
千代若は大の読売ジャイアンツファンでもあり、大正製薬の「メンフラハップ」CMに江川卓と競演している。

## 芸風
千代菊の三味線に合わせ、鼓を持った千代若が唄や踊りを披露しつつ、ボヤキを交えたひょうきんな会話の掛け合いで繋ぐ、尾張萬歳由来の太夫・才蔵様式の民謡漫才（音曲漫才）。栃木弁の千代若が、圧倒的な声量で聞かせる八木節も売り物の一つ。他にも都々逸や大津絵、詩吟や古典萬歳、興に乗ると、千代若の詩吟に合わせて千代菊が剣舞を舞ったりもした。
千代若の十八番「もう帰ろうよ」は、戦時中の外地慰問の際に、疲弊し切った兵士の顔を見て思わず発したギャグだったが、反戦思想から共産主義者の容疑を被り、憲兵に拘束され銃口を突き付けられた事もあったという。老境に入って後は「しんどいから早く舞台を降りたい」の意味で用いるようになり、千代菊が「せっかく出てるんだから、もう少し頑張りなさいよ」と返すのが定番になった。

## 受賞・栄典
- 1967年：芸術祭奨励賞[1]
- 1975年：紫綬褒章[1]（漫才として初[1]）
- 1983年：勲四等瑞宝章[1]
- 1994年：浅草芸能大賞第10回記念特別賞

## 一門
- 松鶴家千とせ
- 東京太・ゆめ子
- 松鶴家祐二
- ツービート